# Listă de castele din Albania
Această pagină prezintă o parte dintre castelele și fortificațiile din Albania. În total, 158 de castele și fortificații din țară au dobândit statutul de monument al patrimoniului cultural din Albania.
| Nr. | Nume                                                                    | Locație                                                               | Stare          | Altitudine | Construcție        | Descriere | Imagine |
|     |                                                                         |                                                                       |                |            |                    | |         |
| --- | ----------------------------------------------------------------------- | --------------------------------------------------------------------- | -------------- | ---------- | ------------------ | --- | ------- |
| 1   | Castelul Krujë (în albaneză Kalaja e Krujës)                            | Kruja 41°30′25″N 19°47′38″E / 41.506944°N 19.793889°E                 | reabilitat     | 557 m      | 1190, 1982         | castelul a reprezentat centrul militar al rebeliunii lui Skanderbeg împotriva Imperiului Otoman (monument al patrimoniului cultural al Albaniei) |         |
| 2   | Castelul Gjirokastër (în albaneză Kalaja e Gjirokastrës)                | Gjirokastra 40°04′26″N 20°08′27″E / 40.073822°N 20.140750°E           | reabilitat     | 336 m      | sec. XII, 1812     | cetatea domină orașul Gjirokastra și are vedere la traseul important strategic de-a lungul văii omonime (monument al patrimoniului cultural al Albaniei) |         |
| 3   | Castelul Berat (în albaneză Kalaja e Beratit)                           | Berat 40°42′31″N 19°56′45″E / 40.708514°N 19.945727°E                 | reabilitat     | 214 m      | sec. XIII          | castelul este construit pe un deal stâncos pe malul stâng al râului Osum, cu vedere la orașul Berat |         |
| 4   | Castelul Rozafa (în albaneză Kalaja e Rozafës)                          | Shkodër 42°02′47″N 19°29′37″E / 42.046468°N 19.493669°E               | în ruină       | 130 m      | sec. IV-III î.Hr.  | situat pe un deal și înconjurat de râurile Buna și Drin, castelul a fost construit în antichitate. A fost o fortăreață iliriană până când a fost capturat de către romani în 167 î.Hr. |         |
| 5   | Castelul Ali Pașa din Butrint (în albaneză Kalaja e Ali Pashës)         | Butrint 39°44′30″N 19°59′33″E / 39.741619°N 19.992480°E               | reabilitat     | 30 m       | 1808               | castelul se află la 2,4 km spre vest, la gura Canalului Vivari. A fost construit pentru a preveni avansarea forțelor franceze din Corfu |         |
| 6   | Castelul Bashtovë (în albaneză Kalaja e Bashtovës)                      | Vilë-Ballaj 41°02′49″N 19°29′47″E / 41.046900°N 19.496500°E           | în ruină       | 0,2 m      | sec. XV            | situat în apropierea gurii de vărsare a râului Shkumbin în Marea Adriatică în centrul Albaniei (monument al patrimoniului cultural al Albaniei) |         |
| 7   | Castelul Porto Palermo (în albaneză Kalaja e Porto Palermos)            | Himara 40°03′44″N 19°47′27″E / 40.062248°N 19.790703°E                | reabilitat     | 113 m      | sec. XV            | castelul de formă triunghiulară este situat în golful închis Porto Palermo, pe Riviera Albaneză (monument al patrimoniului cultural al Albaniei) |         |
| 8   | Castelul Rodoni (în albaneză Kalaja e Rodonit)                          | Capul Rodon 41°35′09″N 19°26′53″E / 41.585815°N 19.448147°E           | în ruină       | 1 m        | 1452, 1500         | conform lui Marin Barleti, castelul a fost distrus de forțele Imperiului Otoman în 1467. În 1500, castelul a fost reconstruit de către Republica Veneția |         |
| 9   | Castelul Elbasan (în albaneză Kalaja e Elbasanit)                       | Elbasan 41°06′47″N 20°04′54″E / 41.113188°N 20.081693°E               | în ruină       | 133 m      | sec. XV            | fortăreață de formă dreptunghiulară care găzduiește în interiorul zidurilor sale 12 monumente de patrimoniu cultural |         |
| 10  | Castelul Tepelena (în albaneză Kalaja e Tepelenës)                      | Tepelena 40°17′57″N 20°01′17″E / 40.299167°N 20.021483°E              | în ruină       | 190 m      | 1819               | zidurile acestui castel nu formează un model geometric regulat. A servit cândva drept a doua reședință a lui Ali Pașa din Ioannina |         |
| 11  | Castelul Lezhë (în albaneză Kalaja e Lezhës)                            | Lezha 41°47′01″N 19°39′00″E / 41.783678°N 19.649914°E                 | în ruină       | 322 m      | sec. IX            | fortificație masivă construită pe ruinele vechiului Akrolis (Lissus). A fost incendiat în 1478 și 1503 de localnici, care au încercat să înlăture armatele invadatoare otomane după stabilirea bazei lor militare acolo |         |
| 12  | Castelul Durrës (în albaneză Kalaja e Durrësit)                         | Durrës 41°18′38″N 19°26′46″E / 41.310530°N 19.446060°E                | reabilitat     | 3,3 m      | sec. V             | castelul a fost construit de către împăratul bizantin Anastasiu I, care s-a născut la Durrës (monument al patrimoniului cultural al Albaniei) |         |
| 13  | Castelul Petrelë (în albaneză Kalaja e Petrelës)                        | Petrelë 41°15′17″N 19°51′15″E / 41.254795°N 19.854176°E               | reabilitat     | 329 m      | sec. VI            | situat pe un deal stâncos, deasupra satului omonim, castelul are formă triunghiulară cu două turnuri de observație (monument al patrimoniului cultural al Albaniei) |         |
| 14  | Castelul Prezë (în albaneză Kalaja e Prezës)                            | Prezë 41°25′53″N 19°40′20″E / 41.431477°N 19.672327°E                 | reabilitat     | 253 m      | anii 550           | situat pe un deal în satul Prezë, castelul a aparținut cândva familiei Thopia care conducea regiunea |         |
| 15  | Castelul Lëkurësi (în albaneză Kalaja e Lëkurësit)                      | Sarandë 39°51′57″N 20°01′33″E / 39.865875°N 20.025714°E               | în ruină       | 246 m      | 1537               | castelul a fost construit de sultanul Soliman Magnificul care atacase Corfu și trebuia să controleze portul Saranda și drumul spre Butrint |         |
| 16  | Castelul Libohova (în albaneză Kalaja e Libohovës)                      | Libohova 40°01′53″N 20°15′56″E / 40.031393°N 20.265551°E              | reabilitat     | 455 m      | 1798               | castelul a fost dăruit de Ali Pașa din Ioannina surorii sale Shanisha, care s-a născut în Libohova (monument al patrimoniului cultural al Albaniei) |         |
| 17  | Castelul Ishëm (în albaneză Kalaja e Ishmit)                            | Ishëm 41°32′21″N 19°35′44″E / 41.539281°N 19.595598°E                 | în ruină       | 204 m      | 1574               | situat în apropierea râului Ishëm, castelul a fost construit de otomani pentru a opri revoltele țărănești (monument al patrimoniului cultural al Albaniei) |         |
| 18  | Castelul Delvina (în albaneză Kalaja e Delvinës)                        | Delvina 39°56′49″N 20°05′27″E / 39.946833°N 20.090722°E               | în ruină       | 221 m      | sec. XIV           | castelul, în formă de elipsă, ale cărui ziduri de protecție înconjoară un deal stâncos abrupt de aproximativ 60 de metri lungime și 30 de metri lățime, a jucat un rol strategic în închiderea bazinului Delvina și a zonei Rëzomë către valea Drino                                                                             |         |
| 19  | Castelul Borsh (în albaneză Kalaja e Borshit)                           | Borsh 40°04′12″N 19°51′22″E / 40.069870°N 19.856091°E                 | în ruină       | 287 m      | sec. IV î.Hr.      | cunoscut istoric sub numele de Castelul din Sopot după numele dealului pe care se află, castelul a fost grav avariat în timpul invaziilor barbare din secolele al V-lea și al VI-lea, fiind reconstruit în Evul Mediu, când și-a luat numele actual                                                                              |         |
| 20  | Castelul Kaninë (în albaneză Kalaja e Kaninës)                          | Kaninë 40°26′40″N 19°31′17″E / 40.444566°N 19.521313°E                | în ruină       | 325 m      | sec. VI            | în secolele al XIII-lea și al XIV-lea, castelul a fost transformat într-un centru militar al Regatului Albaniei. Ulterior, a fost remodelat de Soliman Magnificul în 1530 și de feudalii albanezi din Vlorë în secolele al XVII-lea și al XIX-lea (monument al patrimoniului cultural al Albaniei)                               |         |
| 21  | Castelul Venețian Acropolis (în albaneză Kalaja Venedikase e Akropolit) | Butrint 39°44′46″N 20°01′12″E / 39.746108°N 20.019950°E               | reabilitat     | 253 m      | sec. XIV           | în 1386, Republica Veneția a cumpărat pământul din apropiere de Butrint de la Contele de Anjou. Castelul a fost construit în secolul al XIV-lea pe cel mai înalt punct al peninsulei |         |
| 22  | Castelul Dajti (în albaneză Kalaja e Dajtit)                            | Parcul Național Dajti 41°21′13″N 19°55′20″E / 41.353611°N 19.922222°E | sit arheologic | 1.200 m    | sec. VI            | sit arheologic de 1,12 hectare care cuprinde ruinele unei fortificații romane și mai multe locuințe. Aparține antichității târzii, fiind probabil construit peste fundații ilirice (monument al patrimoniului cultural al Albaniei)                                                                                              |         |
| 23  | Castelul Drisht (în albaneză Kalaja e Drishtit)                         | Drisht 42°07′36″N 19°36′44″E / 42.126724°N 19.612139°E                | în ruină       | 200 m      | sec. IX, 1396–1478 | cele mai timpurii urme ale fortificațiilor datează din neoliticul târziu. În sec. al IX-lea, a făcut parte din apărarea principatului Zeta. O parte din castel a fost construită în sec. al XIII-lea, în timpul stăpânirii bizantine. Zidurile și turnurile actuale datează din 1396–1478 în timpul erei venețiane               |         |
| 24  | Castelul Gjon Boçari (în albaneză Kalaja e Gjon Boçari)                 | Tragjas 40°18′40″N 19°30′09″E / 40.311242°N 19.502606°E               | în ruină       | 125 m      | sec. XVII          | castel construit de familia Boçari, una dintre principalele familii albaneze din Vlorë, în secolul al XVI-lea și a fost extins în secolul al XVII-lea. Pereții de piatră cu deschideri de tragere formează un dreptunghi, iar colțurile de nord și de est includ turnuri înalte (monument al patrimoniului cultural al Albaniei) |         |
| 25  | Castelul Himara (în albaneză Kalaja e Himarë)                           | Himara 0°N 0°E / 40,1177790°N 19,7316719°E                            | reabilitat     | 130 m      | sec. V-IV î.Hr.    | controla drumul de pe coastă dintre Orik și Buthroto. În secolul I î.Hr., geograful grec Strabon a lăsat o descriere detaliată a coastelor mărilor Adriatică și Ionică, menționând „În munții Akrokeraune se află castelul Himara...” (monument al patrimoniului cultural al Albaniei)                                           |         |
| 26  | Castelul Këlcyrë (în albaneză Kalaja e Këlcyrës)                        | Këlcyrë 40°18′30″N 20°11′07″E / 40.308277°N 20.185367°E               | în ruină       | 250 m      | sec. IV-III î.Hr.  | castel construit pentru prima dată în sec. IV-III î.Hr. de triburile iliriene din regiune |         |
| 27  | Castelul Margëlliç (în albaneză Kalaja e Margëlliçit)                   | Margëlliç 40°40′18″N 19°40′02″E / 40.6718°N 19.6673°E                 | în ruină       | 306 m      | sec. VII           | castelul datează din sec. al VII-lea și se găsește pe vârful unui deal. A făcut parte din sistemul de apărare al orașului antic Byllis. Castelul a fost, de asemenea, scena unei bătălii din Al Doilea Război Mondial între Wehrmacht și partizanii albanezi (monument al patrimoniului cultural al Albaniei)                    |         |
| 28  | Castelul Pecës (în albaneză Kalaja e Pecës)                             | Kukës 42°05′50″N 20°25′22″E / 42.097359°N 20.422866°E                 | în ruină       | 50 m       | sec. VI î.Hr.      | construit de triburile iliriene din regiune, este situat pe o peninsulă de pe actualul lac de acumulare Fierza. În interiorul castelului se află o biserică construită de Iustinian |         |
| 29  | Castelul Pogradec (în albaneză Kalaja e Pogradecit)                     | Pogradeț 40°54′30″N 20°38′46″E / 40.908289°N 20.646173°E              | în ruină       | 205 m      | sec. V î.Hr.       | a fost construit pe o așezare iliră din sec. al V-lea î.Hr., fiind propusă o identificare cu vechea cetate Enkelana (monument al patrimoniului cultural al Albaniei) |         |
| 30  | Castelul Tirana (în albaneză Kalaja e Tiranës)                          | Tirana 41°19′35″N 19°49′19″E / 41.326389°N 19.821944°E                | reabilitat     | 100 m      | sec. XIII          | rămășiță din epoca bizantină, cetatea este locul unde principalele drumuri est-vest și nord-sud se încrucișau, în centrul Tiranei. Actuala fortificație are trei turnuri cunoscute și este în curs de restaurare (monument al patrimoniului cultural al Albaniei)                                                                |         |